# Adrien Marbot
Pour les articles homonymes, voir Marbot.
Adrien Marbot, né le 23 juillet 1982 en France, est un joueur et arbitre français de rugby à XV. En tant qu'arbitre, il officie au plus haut niveau à partir de 2019, arbitrant des matchs du Top 14, de la Pro D2, de Rugby Europe Super Cup et de la Challenge Cup.

## Biographie
Originaire de Talence, Adrien Marbot est initié dès son enfance au rugby à XV, qu'il débute à Capbreton. En minimes, il rejoint l'US Tyrosse.
Il réalise ses études en STAPS au Creps de Talence, période durant laquelle il signe une licence à l'Union sportive testerine. En 2005, pour ses débuts en tant que professeur d'éducation physique, il est affecté dans l'académie de Créteil, à Noisy-le-Sec,. Il y officie dans un collège jusqu'en 2010, où il est notamment le professeur d'Amandine Buchard, future judokate française championne olympique. Toujours adepte du rugby à XV, le jeune enseignant joue durant cette période à l'AC Bobigny,.
À la suite de cela, Adrien Marbot exerce au sein de l'académie de Bordeaux dans les Landes, à Dax et Angresse,. À l'occasion de ce déménagement, il réintègre l'US Tyrosse, engagé en Fédérale 1.
Le 19 juin 2011, il dispute avec l'US Tyrosse un barrage d'accession en Pro D2, dont le sort se décide dans les arrêts de jeu sur une décision arbitrale précipitant la non-qualification landaise. Cette action l'incite à s'intéresser à l'arbitrage. Au poste de centre désormais, le salarié de l'Éducation nationale continue de porter le maillot de l'US Tyrosse jusqu'en 2014, et commence en parallèle à arbitrer des matchs dans les divisions amateures, avant de se spécialiser dans cette fonction après l'arrêt de sa carrière de joueur,. Il obtient par la suite ses diplômes fédéraux.
L'ex-joueur est promu arbitre de Pro D2 à partir de la saison 2019-2020,.
En septembre 2021, il commence l'arbitrage en Top 14, tout en étant toujours professeur d'EPS en semaine,.
À partir de la saison 2022-2023, Adrien Marbot arbitre également des matchs européens. À la fin de cette saison, il arbitre une des deux demi-finales de Top 14,.
La saison suivante, l'Aquitain est l'arbitre de la finale de la Pro D2 2023-2024 entre le RC Vannes et le FC Grenoble.

## Vie privée
Adrien Marbot est père de deux enfants.